# 버즈 버쩔드
버즈 버쩔드(buzz buzzard)란 1940년대 유니버셜 스튜디오의 우디 우드페커에 등장하는 독수리이고, 악당 역할을 할 때가 많다.

## 성격
겉생김새는 약간 무섭게 보이면서 행동은 실제로 우디 우드페커를 괴롭히거나 바다코끼리인 웰리처럼 우디 우드페커와 대립할 때가 많다.  

## 같이 보기
- 우디 우드페커